# Thabatta Pimenta
Thabatta Pimenta de Medeiros Silva (Carnaúba dos Dantas, 15 de enero de 1992 ), también conocida como Thabatta Pimenta, es una política, activista y locutora de radio brasileña. Fue la primera concejal transgénero del municipio de Carnaúba dos Dantas en ser elegida en las elecciones municipales de 2020, logrando también el cargo de primera concejal transgénero del estado de Rio Grande do Norte. En las elecciones de 2022, se lanzó como candidata a diputada federal de Rio Grande do Norte por el PSB, cuando obtuvo 40.533 votos, ocupando el puesto de 14.º candidato más votado para el cargo en el Estado.

## Carrera

### Radialismo
Comenzó su carrera en comunicación en 2008, cuando participó en un concurso de belleza. Luego, recibió una invitación para trabajar en la radio, y utiliza este espacio para entretenimiento y también para dar a conocer temas dirigidos a personas con discapacidad y personas LGBT.

### Vida política y activismo
Inició su carrera en la política institucional a partir de las elecciones municipales de Brasil en 2016, cuando se postuló para concejal por el PSDB. Fue el séptimo candidato con más votos, pero no resultó elegida, al no alcanzar el cociente electoral el partido.
En 2020 volvió a ser candidata a concejal, al ser elegida por PROS, siendo la 8.ª candidata más votada.
En las elecciones de 2022 se lanzó como candidata a diputada federal por el PSB, y dice ser “una voz travesti, una voz LGBTQIA+. Una voz joven de Rio Grande do Norte”.
Como concejal de Carnaúba dos Dantas, abordó temas relacionados con las personas transgéneros embarazadas y lactantes, además de presidir la Comisión de Educación, Cultura, Salud y Asistencia del Ayuntamiento. En este contexto, como activista por los derechos de las personas con discapacidad, aprobó proyectos dirigidos a personas con movilidad reducida y contra el lenguaje capacitista.
Una de las inspiraciones para las acciones de Thabatta contra la discapacidad proviene de su hermano, que tiene parálisis cerebral y usa silla de ruedas. En la vida política, también trabaja en la defensa de los derechos humanos.
Fue una de las líderes brasileñas invitadas a participar en el 6.º Encuentro de Liderazgos Políticos LGBTI de América y el Caribe, celebrado en la Ciudad de México en 2023.

### Ataques
Debido a su transexualidad y a sus actividades políticas en defensa de las minorías, que desarrolla principalmente en el interior de Rio Grande do Norte, Thabatta sufre ataques de carácter religioso por parte de grupos conservadores y los denuncia frecuentemente ante las autoridades y los medios de comunicación. En entrevista, declaró que es atacada incluso en el Ayuntamiento donde se desempeña como concejal, sobre todo cuando se tratan temas relacionados con la población LGBT.

## Desempeño electoral
| Año  | Elección                         | Roto | Candidata para   | Votos  | %     | Resultado | Referencia |
| ---- | -------------------------------- | ---- | ---------------- | ------ | ----- | --------- | ---------- |
| 2016 | Municipal en Carnaúba dos Dantas | PSDB | Concejal         | 320    | 6,08% | No electa | [ 25 ]     |
| 2020 | Municipal en Carnaúba dos Dantas | PROS | Concejal         | 267    | 5,38% | Sí electa | [ 26 ]     |
| 2022 | Estado en Río Grande del Norte   | PSB  | Diputada federal | 40.533 | 2,17% | No electa | [ 27 ]     |